# Wilmington (hrabstwo Greene)
Wilmington – wieś w USA, w stanie Illinois, w hrabstwie Greene. Według spisu z 2000 roku wioskę zamieszkuje 120 osób.

## Geografia
Wioska zajmuje powierzchnię 2 km².

## Demografia
Według spisu z 2000 roku wieś zamieszkuje 120 osób, istnieją 44 gospodarstwa domowe i 33 rodziny. Gęstość zaludnienia wynosi 58,6 os/km². Znajdują się 48 budynki mieszkalne, gęstość występowania wynosi 23,5 mieszkania/km². Wieś zamieszkuje 97,50% ludności białej i 2,50% rdzennych Amerykanów.
W wiosce jest 44 gospodarstwach domowych, w których 31,8% stanowią dzieci poniżej 18 roku życia mieszkających z rodzicami, 59,1% stanowią małżeństwa, 13,6% stanowią samotne matki i 25,0% stanowią osoby samotne. 25,0% wszystkich gospodarstw domowych składa się z jednej osoby i 11,4% żyjących samotnie ma 65 lat lub więcej. Średnia wielkość gospodarstwa domowego wynosi 2,73 osoby, natomiast rodziny 3,12.
Przedział wiekowy ludności kształtuje się następująco: 30,8% osób poniżej 18 roku życia, 5,8% osób między 18 a 24 rokiem życia, 29,2% między 25 a 44, 20,8% między 45 a 64 i 13,3% osób powyżej 65 roku życia. 
średni wiek wynosi 35 lat, na 100 kobiet we wsi przypada 90,5 mężczyzn. Na każde 100 kobiet powyżej 18 roku życia przypada 88,6 mężczyzn.
Średni dochód dla gospodarstwa domowego wynosi 33 750 dolarów, a dla rodziny 42 679 dolarów. Dochody mężczyzn średnio wynoszą 25 938 dolarów, a kobiet 24 375 dolarów. Średni dochód na osobę w wiosce wynosi 14 670 dolarów. 2,7% ludności żyje poniżej minimum socjalnego.